# 鐘ヶ淵紡績
もしかして
- 鐘淵紡績

ではありませんか？